# Scheibler (Unternehmerfamilie)

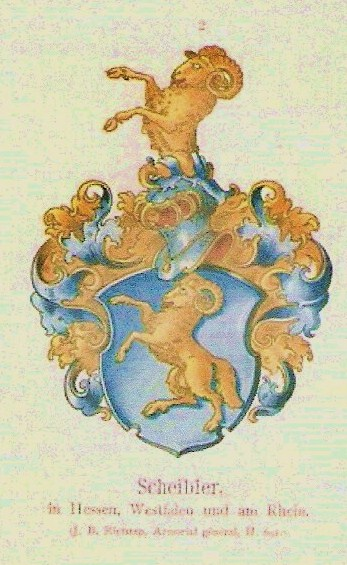
Wappen Scheibler in Hessen, Westfalen und am Rhein
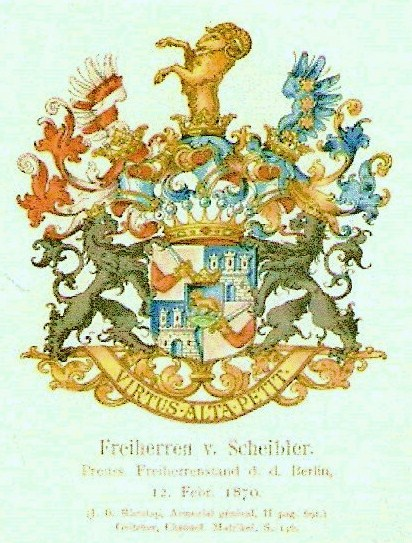
Wappen im preußischen Freiherrendiplom 1870

Scheibler ist der Name einer aus dem hessischen Gemünden an der Wohra abstammenden ehemaligen Kaufmannsfamilie. Ab Ende des 16. Jahrhunderts wirkte sie besonders im Rheinland als lutherische Theologenfamilie und erwarb sich ab dem 18. Jahrhundert vor allem als Tuchfabrikantenfamilie speziell im Raum Monschau, Eupen, Iserlohn und Krefeld sowie in Łódź und Mailand einen anerkannten und internationalen Ruf. Darüber hinaus wurden einige Mitglieder der Familie in den Adelsstand erhoben.

## Theologenfamilie Scheibler
Seit Beginn des 16. Jahrhunderts war die Familie Scheibler durch Johann I. Scheibler (1490–1556) zunächst im hessischen Gemünden sesshaft geworden, dessen Vorfahren in Loshausen und Todenhausen nachgewiesen wurden und auch zu den Vorfahren Johann Wolfgang von Goethes zählen. Nachdem die Familie anfangs unter anderem als Grundbesitzer, Schafzüchter, Bierbrauer und Wollhändler tätig gewesen war, entschloss sich erstmals mit Johann III. Scheibler (1553–1597), dem Sohn des Gemündener Bürgermeisters Johann II. Scheibler (1529–1594), ein Mitglied der Familie, eine theologische Laufbahn anzustreben.
Dessen Sohn Christoph Scheibler wurde Professor der Theologie und Rektor an der Universität Gießen und folgte 1625 einem Ruf nach Dortmund, wo er zum Superintendenten und zum Leiter des Archigymnasiums ernannt wurde. Damit war auch zugleich der Schritt ins Rheinland vollzogen, in die Region, in der in den folgenden Jahrzehnten circa 24 Mitglieder der Familie als Theologen tätig und bekannt wurden. So wurde zunächst Johannes Scheibler (1628–1689), Sohn von Christoph, Pfarrer in Remscheid-Lennep, Generalsuperintendent sowie Generalinspekteur der lutherischen Kirche im Herzogtum Jülich-Berg. Drei der Söhne des Johannes schlugen ähnliche Laufbahnen ein, wobei der Älteste, Johann Hartmann Scheibler (1666–1709), Pfarrer in Burscheid, sein Sohn und sein Enkel, Peter Christoph der Ältere (1707–1773) und der Jüngere (1744–1818), in Bergisch Neukirchen tätig waren, nach denen dort die Pastor-Scheibler-Straße benannt wurde, und ein anderer Enkel, Maximilian Friedrich Scheibler (1759–1840), als Pfarrer über Düren nach Monschau kam. Ein weiterer Sohn von Johannes IV., Balthasar Christian Scheibler (1671–1730), fand als Pfarrer eine Berufung ins rheinische Stolberg und ein dritter, Bernhard Georg Scheibler (1674–1743), wurde ebenso wie dessen Sohn Arnold Hartmann (1704–1766) und Enkel Johann Wilhelm (1746–1819) Pfarrer ins rheinisch-bergische Volberg sowie Inspekteur der lutherischen Kirche Oberberg.
Dabei waren die meisten der hier aufgeführten Pfarrer in ihren jeweiligen Pfarrbezirken und auch darüber hinaus anerkannte und herausragende Persönlichkeiten, über die im Buch von Johann Arnold von Recklinghausen: Reformationsgeschichte der Länder Jülich, Berg, Cleve und Meurs aufschlussreiche Informationen niedergeschrieben wurden.

## Tuchfabrikantenfamilie Scheibler

### Hauptstammsitz Monschau

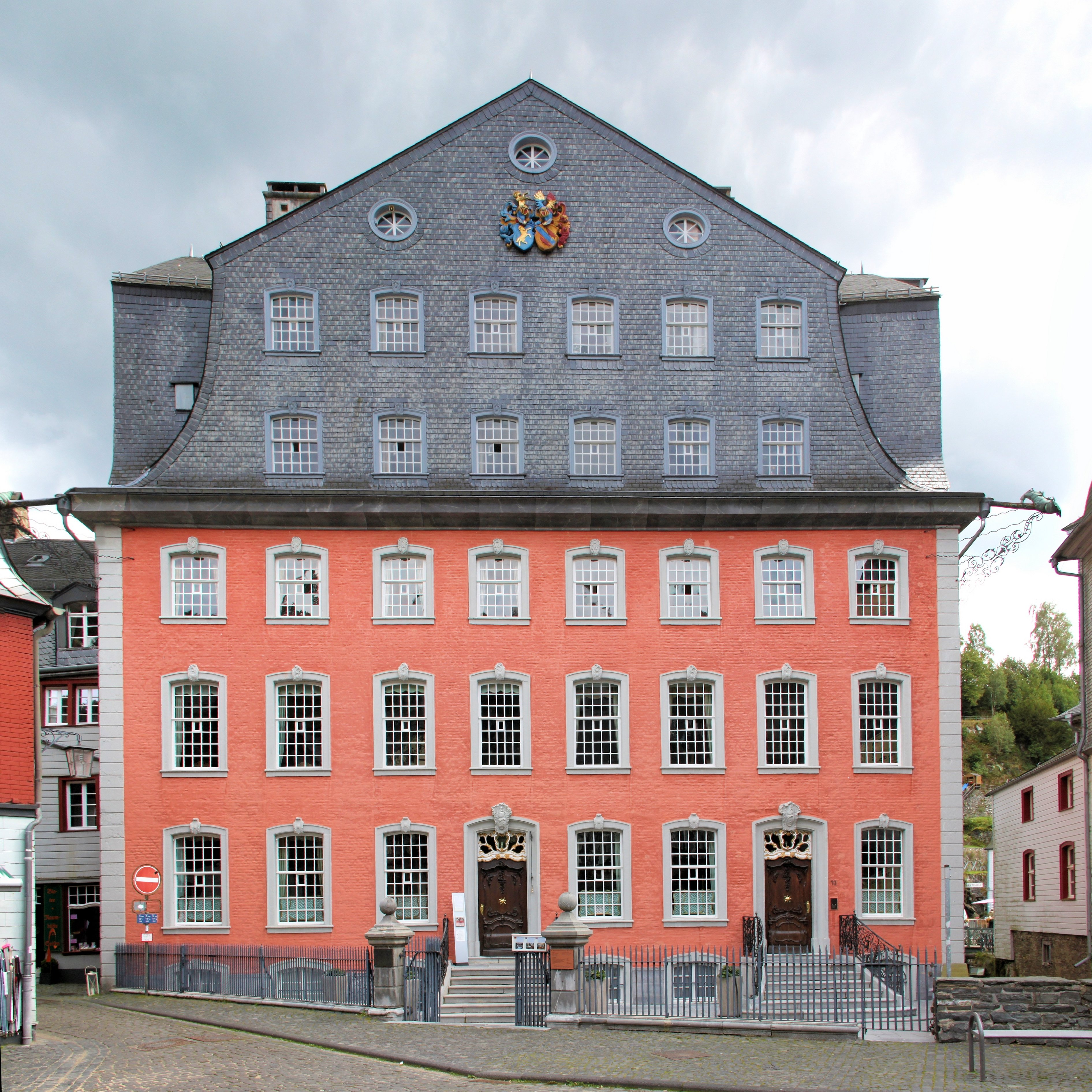
Rotes Haus Monschau – Stammsitz der Familie

Die Ära der Scheibler’schen Tuchfabrikation in Monschau begann mit dem Zuzug zweier weiterer Söhne des zuvor genannten Volberger Pfarrers Bernhard Georg, nämlich mit Johann Heinrich Scheibler (1705–1765) und Wilhelm Wimar Scheibler (1715–1803). Vor allem dem Engagement Johann Heinrichs, der bereits mit 18 Jahren zu den größten Tuchfabrikanten Monschaus zählte und für dessen Firma Johann Heinrich Scheibler & Söhne im Jahre 1762 mehr als 4000 Menschen direkt und indirekt arbeiteten, war es zu verdanken, dass Monschau eine Hochburg der Tuchindustrie wurde und dadurch auch einen enormen gesellschaftlichen Aufstieg erlebte. Die Fabrik der Familie Scheibler befand sich im Rosenthal und wurde 1757 als Walkmühle gegründet, im Jahr 1773 durch eine zweite Walkmühle erweitert sowie 1814 teilweise in eine Spinnmühle umgebaut.
Johann Heinrich Scheibler war darüber hinaus der Erbauer des Roten Hauses, welches noch heute mit Einrichtungen in den Stilen des Rokoko, Louis-seize und Empire aus dem 18. Jahrhundert fast vollständig erhalten ist. Mehr als zweihundert Jahre war dieses Haus im Familiensitz und beherbergte lange Zeit das Familienarchiv, welches ab 1963 zur Stiftung Scheibler-Museum Rotes Haus Monschau umgewidmet und ab 1987/8 als Depositum dem Landschaftsverband Rheinland in Pulheim-Brauweiler eingegliedert wurde.
Vier Söhne von Johann Heinrich wurden Teilhaber im väterlichen Betrieb, wobei der Älteste, Bernhard Georg von Scheibler (1724–1786), zusätzlich den Aufbau eigener Fabrikanlagen sowohl in Monschau-Burgau als auch zwischen 1753 und 1765 in Hagen und später noch in Herdecke betrieb, sich aber nach dem Tode des Vaters wieder um die Monschauer Betriebe kümmerte. Für seine anerkannten Verdienste wurde Bernhard Georg am 15. März 1782 in den erblichen Reichsadelsstand erhoben. Dessen Sohn und Geschäftsnachfolger, Johann Christian von Scheibler (1754–1787), wurde nur ein Jahr später am 4. April 1783 durch Kaiser Joseph II. mit der Erhebung in den österreichischen persönlichen Adelstand ebenfalls geehrt. Johann Christians Sohn Bernhard Georg der Jüngere (1783–1860) verlegte später seine Geschäftstätigkeit in das benachbarte Eupen, wo er im Jahre 1807 als erster eine mechanische Wollspinnerei errichtete.
Ein weiterer Sohn von Bernhard Georg dem Älteren, Bernhard Paul von Scheibler (1758–1805), widmete sich der Tuchfabrikation in Monschau und Eupen, wobei dessen Sohn Bernhard von Scheibler (1785–1837) zum preußischen Landrat des Kreises Eupen und kgl. belgischen Kommissar für Neutral-Moresnet ernannt wurde. Sein Sohn Bernhard Paul Friedrich Hugo von Scheibler (1825–1888) wurde dagegen Friedensrichter und Landrat im Kreis Monschau sowie am 12. Februar 1870 in den Freiherrenstand erhoben. Ein weiterer Nachkomme dieser Linie, Bernhard Heinrich Rudolf Freiherr von Scheibler (1857–1934), lenkte 34 Jahre lang als Landrat die Geschicke des Kreises Heinsberg und war Mitbegründer der Kreissparkasse Heinsberg. Nach diesem Familienzweig mit ihrem Sitz auf Haus Hülhoven bei Heinsberg wurde auch das von ihnen herausgegebene Scheiblersche Wappenbuch benannt.
Nachdem ein dritter Sohn von Bernhard Georg, Karl Wilhelm von Scheibler (1772–1843), eine Offizierslaufbahn einschlug und ab 1799 in österreichischen Diensten stand sowie zum Festungskommandant von Josefstadt ernannt und in den Freiherrenstand erhoben wurde und dessen Bruder Friedrich von Scheibler (1777–1824), der in Iserlohn eine florierende Tuchfabrikation aufbaute und zum Maire gewählt wurde und nach dem dort die „von Scheibler-Straße“ benannt wurde, verblieb die Stammfirma Johann Heinrich Scheibler & Söhne in den Händen von Bernhard Georg und seinen Brüdern, wobei ab 1777 der jüngste Bruder Wilhelm Scheibler (1737–1797) Alleineigentümer wurde und der zweite Bruder, Paul Christoph Scheibler (1726–1797), zusammen mit seinem Schwiegersohn Günther Julius Friedrich Orth (1750–1824) die Weberei und Tuchschererei Scheibler & Orth gründeten, aus der später das Kolpinghaus Monschau wurde.

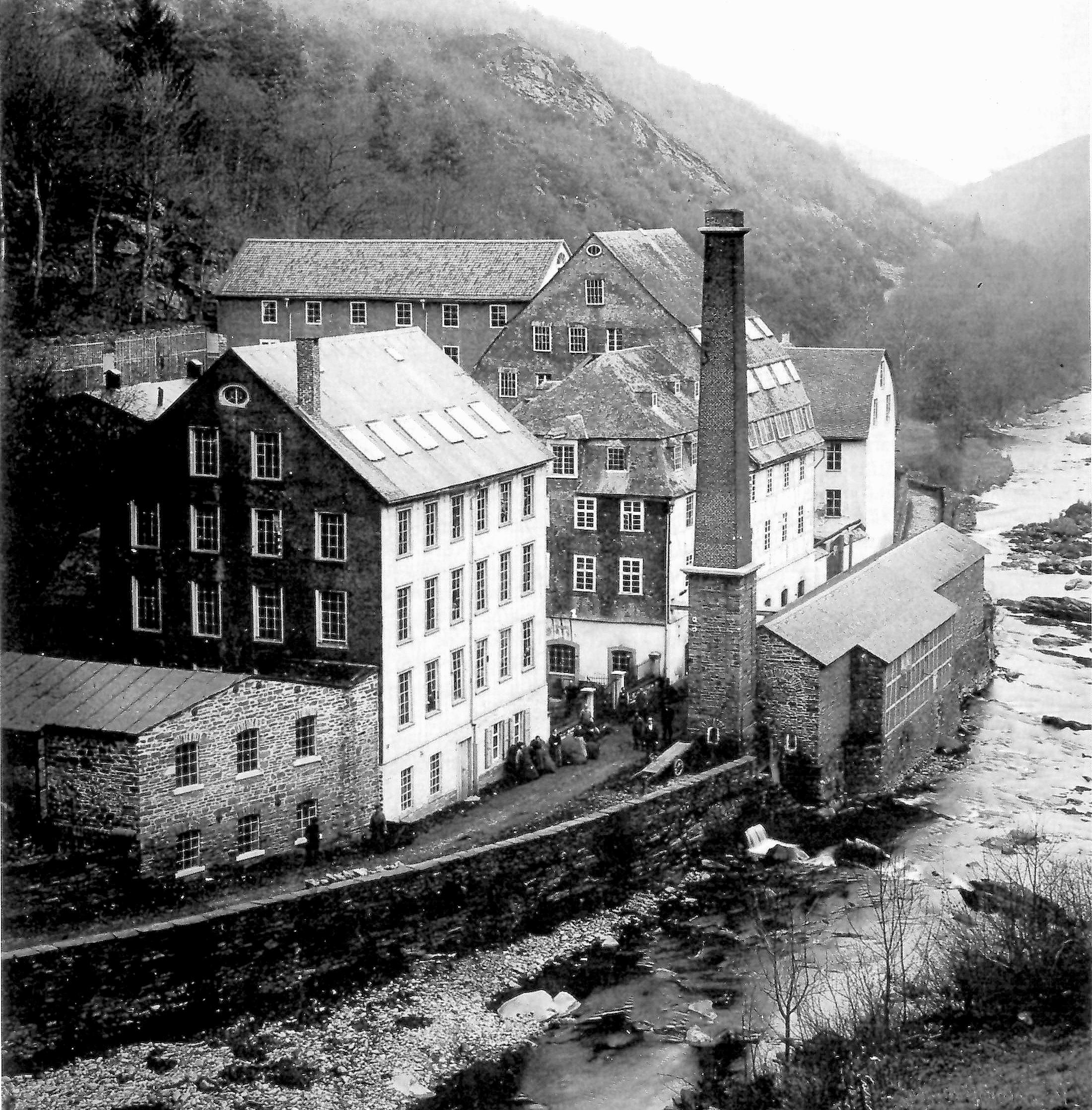
Scheiblerfabrik Rosenthal
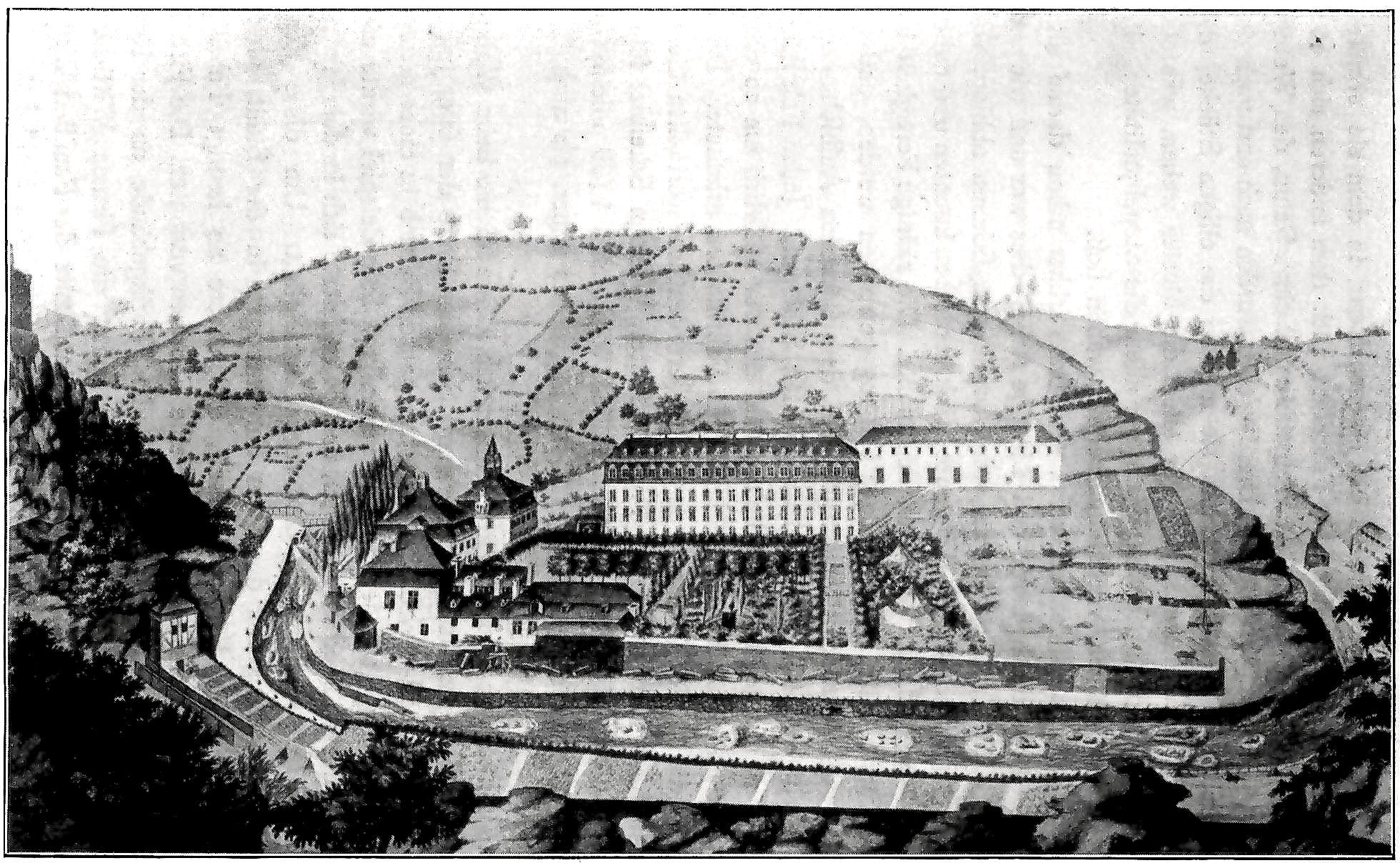
Scheiblerfabrik Burgau
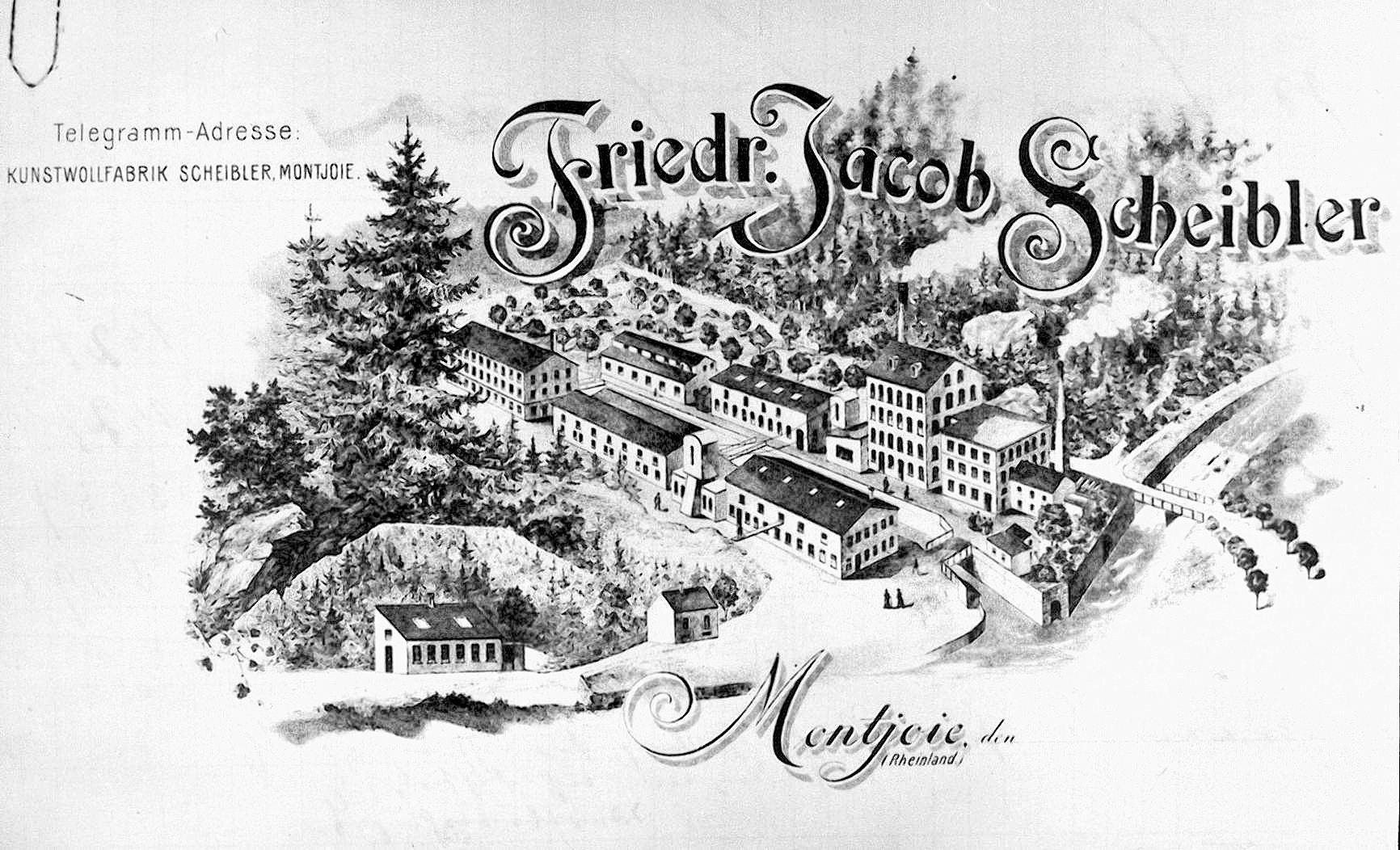
Kunstwollfabrik Scheibler, Dreistegen

Wilhelms Sohn Adolf Bernhard Scheibler (1768–1833) ließ sich wiederum in Eupen nieder, ein anderer Sohn, Ernst Scheibler (1769–1822), gründete in Monschau zusätzlich eine neue Spinnerei und ein weiterer, Friedrich Jakob Scheibler (1774–1834), erwarb die ersten Spinn- und Schermaschinen, holte die Brüsseler Tuchhändler Ronstorff und Rahlenbeck als Gesellschafter in das Familienunternehmen und firmierte fortan unter dem Namen Scheibler, Ronstorff, Rahlenbeck & Comp. Zusammen mit seinem Bruder Ernst und der Firma Peter Schmitz & Söhne betrieb Friedrich Jakob auf dem Areal des Schmitzenhofs eine Rauherei und Spinnerei, die ab 1814 Ernst Scheibler alleine weiterführte. Darüber hinaus ließ Friedrich Jakob im Jahr 1815 noch das Tuchschererhaus in Monschau erbauen, gründete die Filiale in Dreistegen und wurde noch zum Bürgermeister der Stadt gewählt. Dessen Sohn Alexander Arnold Scheibler (1804–1877) erweiterte die Scheiblerfabrik Dreistegen zunächst um eine Filzhut- (1856) und später um eine Kunstwollfabrik (1863), musste aber im Gegenzug einen Websaal im Monschauer Laufengarten an den Aachener Verein zur Beförderung der Arbeitsamkeit übertragen, der diesen zum Ersten Kindergarten Monschaus umgestaltete.
Nach dem Niedergang der Tuchindustrie im 20. Jahrhundert war es schließlich dem Enkel von Alexander Arnold, Walter Scheibler (1880–1965), vorbehalten, die Tuchfabrikation sechs Generationen nach ihrer Gründung im Jahr 1957 stillzulegen. Darüber hinaus hatte sich Walter Scheibler am Ende des Zweiten Weltkriegs bereits als kommissarischer Landrat und später als gewählter Bürgermeister von Monschau verdient gemacht, weswegen man posthum in Monschau eine Straße nach ihm benannte. Außerdem hatte er mehrere Schriften veröffentlicht, in denen er sowohl das regionale Umfeld als auch die Geschichte der Familie Scheibler selbst eingehend beschreibt.

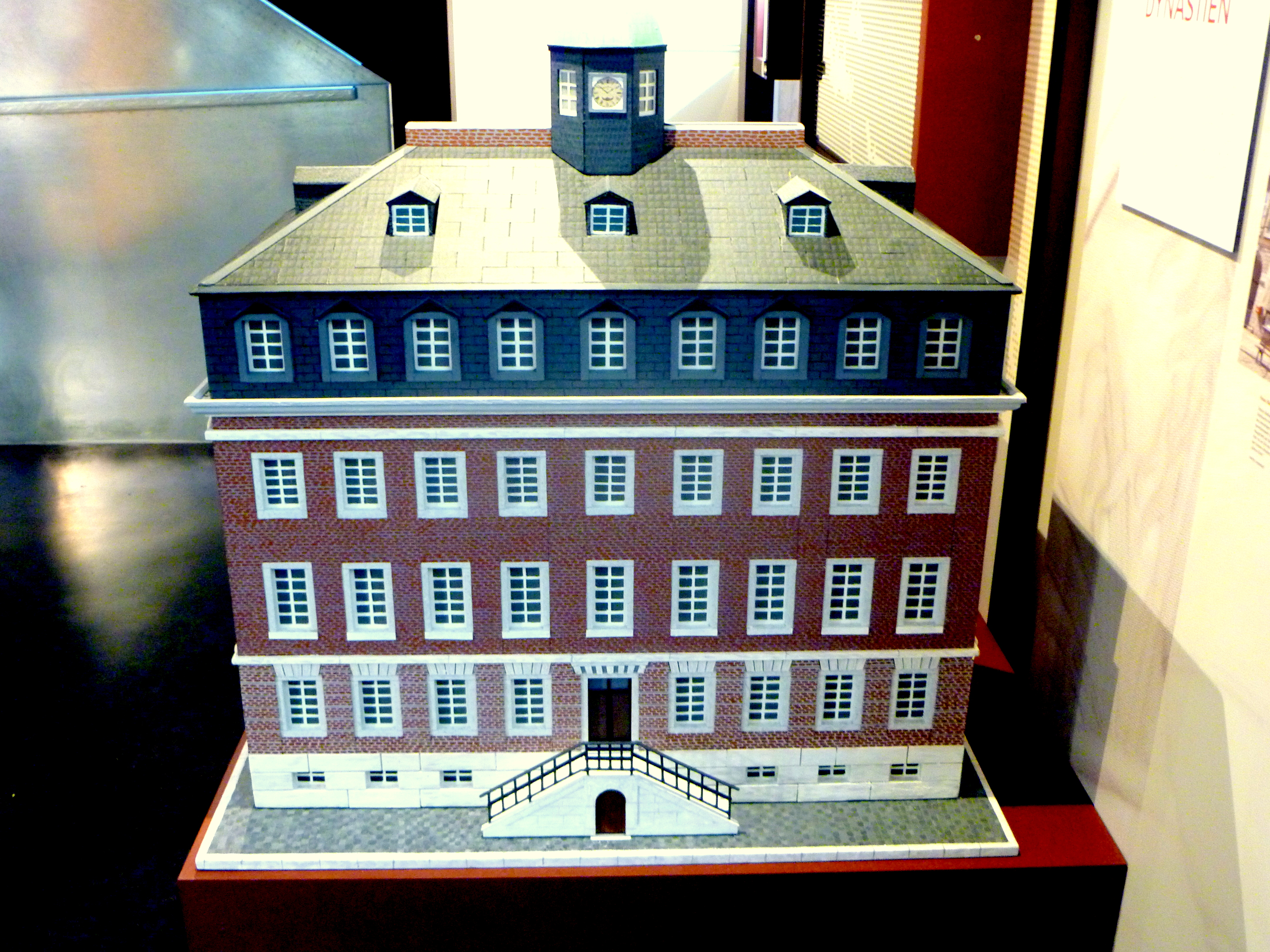
Ehem. Scheiblerhaus in Eupen (Modell im Stadtmuseum Eupen)
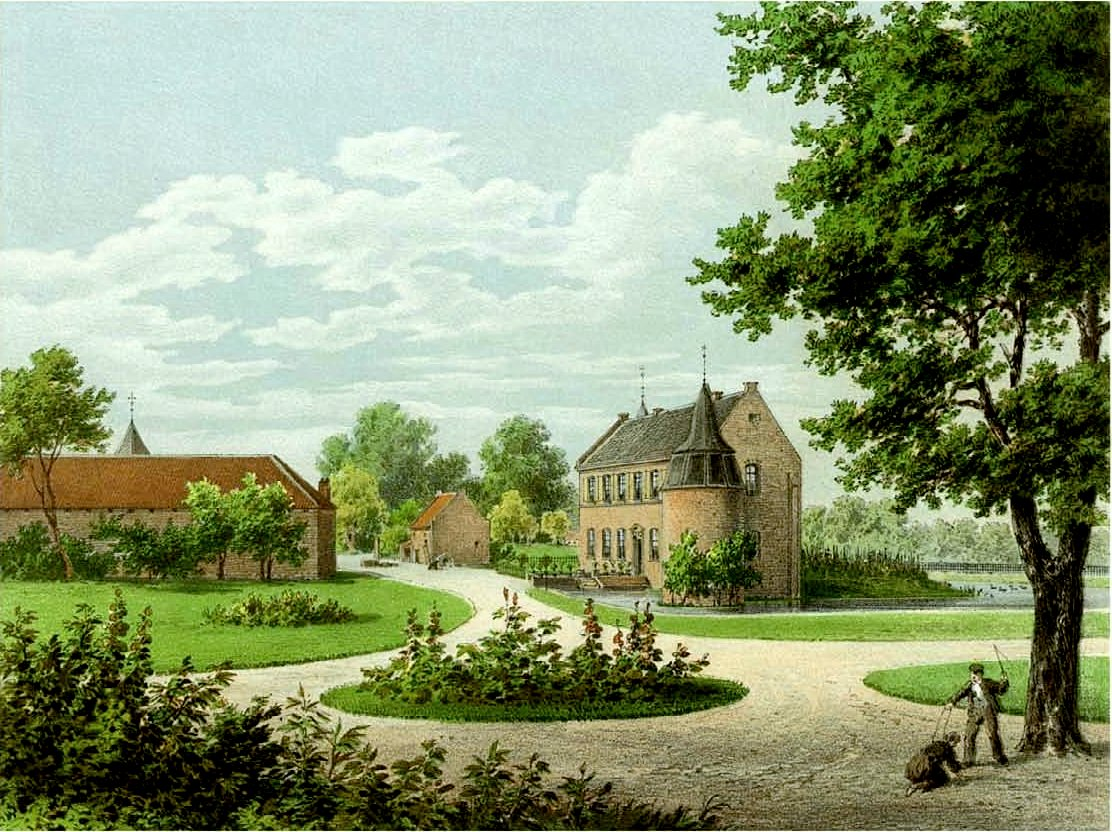
Sitz der Freiherren von Scheibler auf Haus Hülhoven
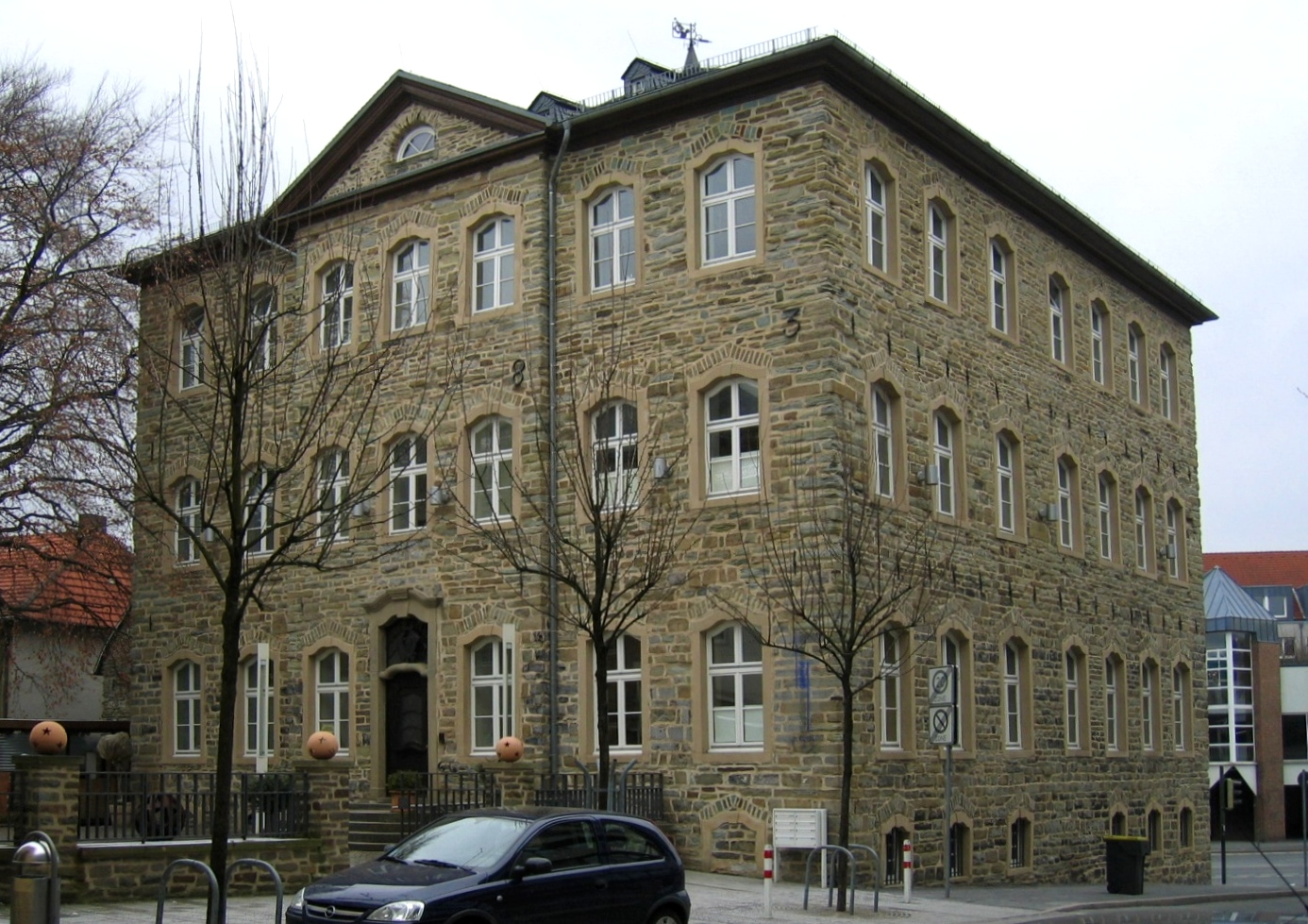
Scheiblerhaus in Iserlohn

### Scheibler in Berlin

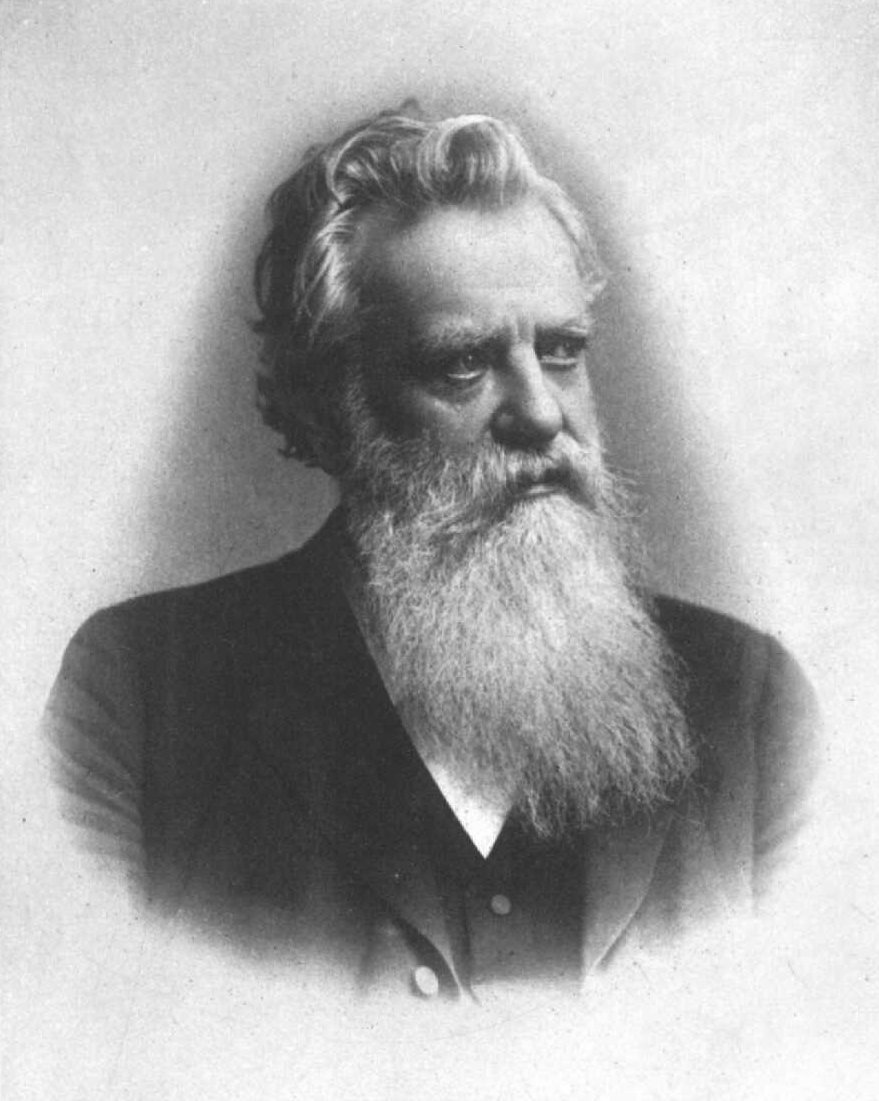
Carl Scheibler, Berlin

Nachdem der eingangs erwähnte Johann Heinrich Scheibler die Tuchindustrie in Monschau aufbaute, blieb für seinen Bruder Wilhelm Wimar zunächst nur eine Beteiligung am Familienunternehmen übrig. Er verlegte deshalb alsbald seinen Arbeitsschwerpunkt nach Berlin, wo er zum Werkmeister der Tuchmanufaktur Berlin berufen wurde. Von seinen Nachkommen stiegen die wenigsten in die Tuchfabrikation ein, stattdessen wurde ein Enkel von ihm, Karl Friedrich Heinrich Scheibler (1782–1868) als Bildhauer bekannt, ein Urenkel, Albrecht Armand Scheibler (1831–1853), versuchte sein Glück in Amerika, wo er in das Unternehmen Scheibler, Faber & Perkins in New York City einstieg, aber jung verstarb, ein anderer Urenkel, Robert Wilhelm Scheibler (1823–1884), wurde 1860 Mitbegründer und Direktor der Deutschen Feuerversicherungsgesellschaft, die später in die Frankfurter Versicherungs-AG einbezogen wurde und welche wiederum 1929 mit der Allianz SE fusionierte. Ein weiterer Urenkel, Carl Wilhelm Bernhard Scheibler (1827–1899), wurde in Berlin ein bedeutender Chemiker und gründete dort das Institut für Zuckerindustrie, welches die erste Forschungseinrichtung in der Welt auf dem Gebiet des Lebensmittelsektors war. Dessen Bruder Fritz (Friedrich Jacob) Scheibler (1845–1921) kehrte wieder zurück ins Rheinland und errichtete nach seinem Ingenieur-Studium im Jahr 1875 in Burtscheid zunächst eine Fabrik für Maschinenbau und Eisengießerei. Zusammen mit seinem Sohn Kurt Eugen Friedrich Scheibler (* 1875) gründete er im Jahr 1900 schließlich die Fritz Scheibler Motorwagenfabrik, die 1908 mit der Maschinenbauanstalt Alten-Essen AG fusionierte und ein Jahr später zur Motoren- und Lastwagen AG (MULAG) umfirmierte. Letztendlich fusionierte auch diese 1913 mit den Mannesmann Automobilwerken zur Mannesmann-MULAG, wurde aber 1928 durch Übernahme der Firma Büssing AG stillgelegt und der Markenname erlosch.

### Scheibler in Łódź

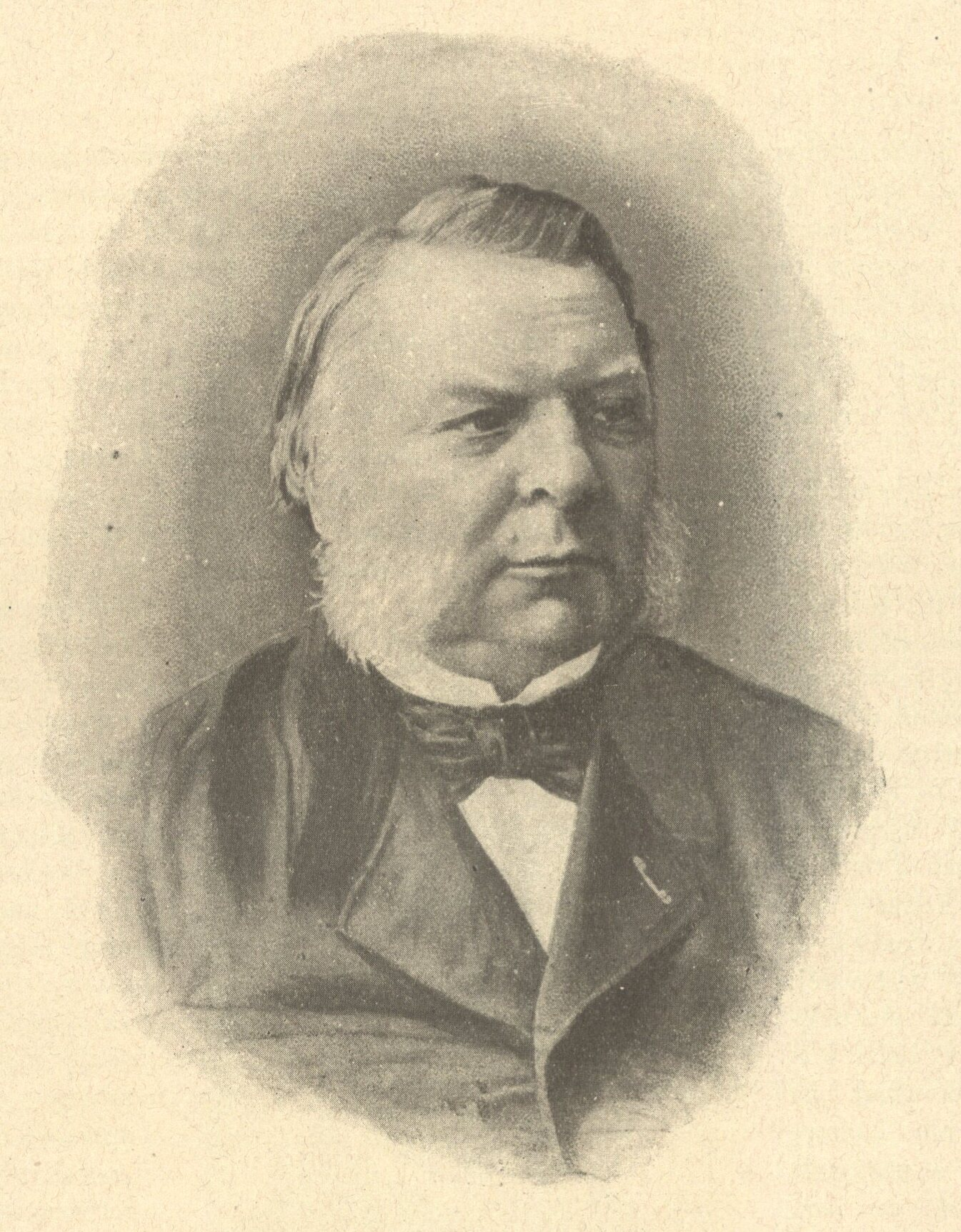
Karl Wilhelm Scheibler, Łódź
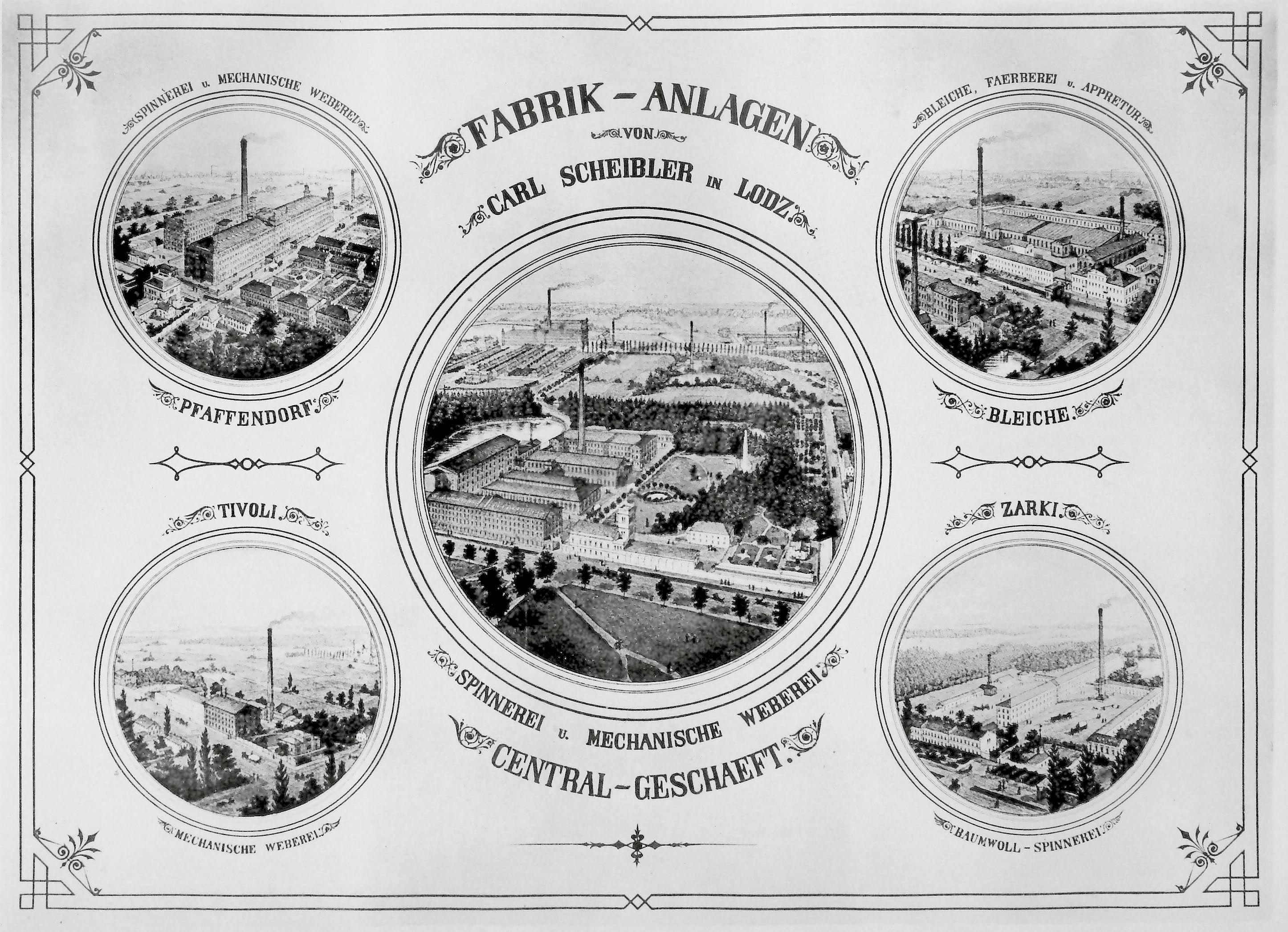
Scheiblerfabriken Łódź
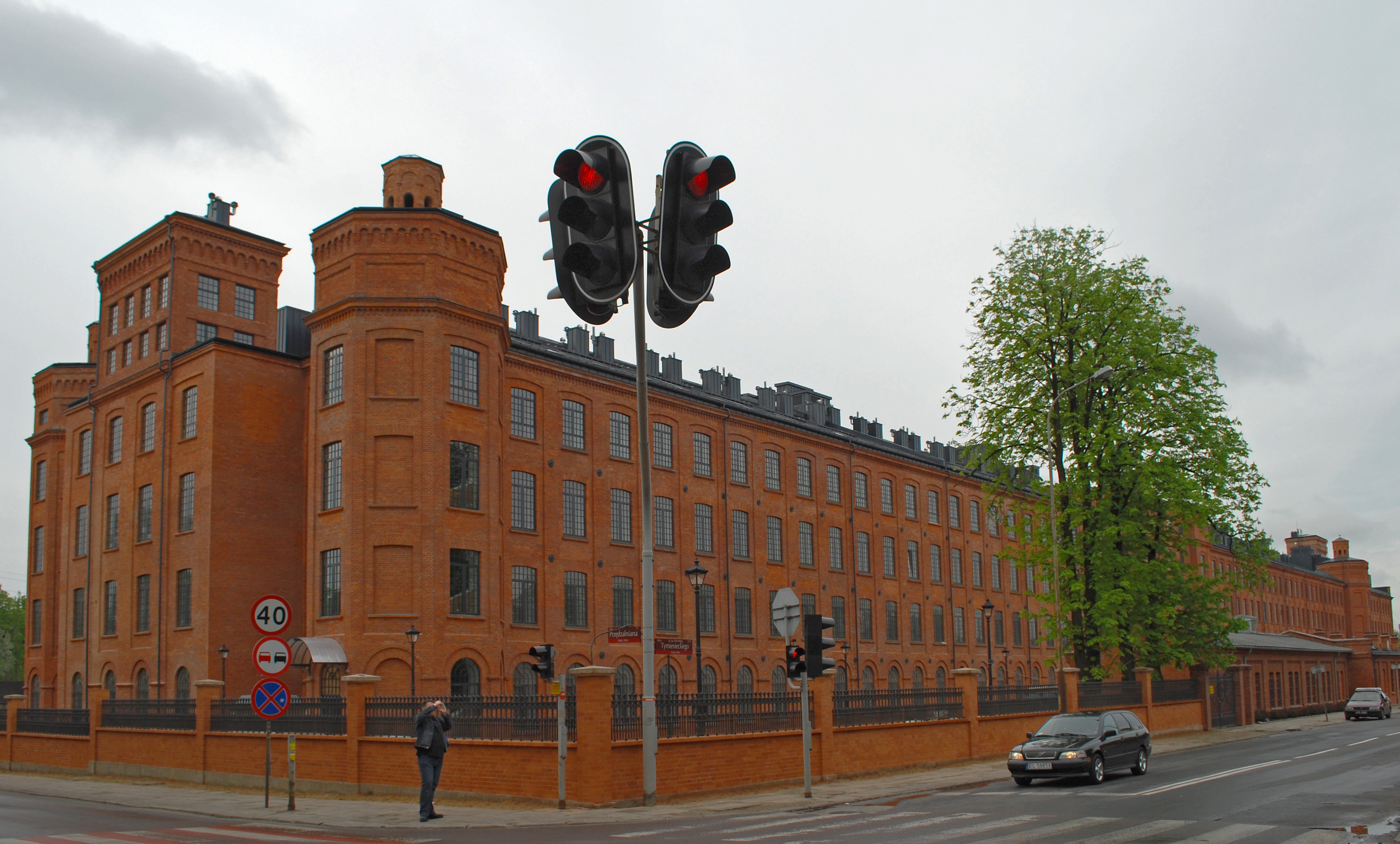
Fabrik Karl Wilhelm Scheibler in Łódź

Zwischenzeitlich hatte es einen Sohn des oben erwähnten Bergisch Neukirchener Pfarrers Peter Christoph dem Jüngeren, Johann Karl Wilhelm Scheibler (1783–1847), ebenfalls nach Monschau gezogen, wo er sich als eigenständiger Tuchfabrikant niederließ und das Haus zum Turm erwarb, das bis 1958 in Familienbesitz verblieb. Dessen Sohn Karl Wilhelm Scheibler (1820–1881), über seine Mutter Sophie Pastor Neffe des Großindustriellen Konrad Gustav Pastor, verlegte aber wegen der bereits zahlreich in Monschau tätigen Verwandten, aber auch auf Grund der politischen Unruhen, Mitte des 19. Jahrhunderts seinen Tätigkeitsschwerpunkt nach Polen in das gerade von der Kleinstadt zur Textilmetropole expandierende Łódź, wo er zu einem der bedeutendsten Industriellen der Stadt emporstieg.
Seine Nachkommen führten das zeitweise größte baumwollverarbeitende Unternehmen Europas unter dem Firmennamen Aktiengesellschaft der Baumwollmanufakturen von Carl Scheibler bis 1944 fort und mussten schließlich auf Grund der Zwangsvertreibung aus Polen nach São Paulo emigrieren, wo die Familie neue Unternehmen gründete. Das Łódźer Unternehmen im Ortsteil Księży Młyn wurde enteignet und zunächst in Stalinwerke umbenannt und firmierte später unter dem Namen Uniontex Łódź. Scheiblers palastartiges Wohnhaus beherbergt derzeit das Museum für Kinematographie, und das Scheiblersche Mausoleum in Łódź bezeugt heute noch die Anerkennung für seine Verdienste.

### Scheibler in Krefeld und Mailand
Ein Enkel des Monschauer Tuchfabrikgründers Johann Heinrich Scheibler, ebenfalls Johann Heinrich (1777–1837) genannt, der vierte Sohn von Wilhelm Scheibler, dem bereits erwähnten Alleinbesitzer der Firma Johann Friedrich Scheibler & Söhne, folgte nach umfassender Ausbildung auf dem Gebiet der Seidenproduktion, unter anderem in Italien, einem Ruf seines Schwiegervaters Friedrich Heydweiller nach Krefeld und gründete hier nach einigen Zwischenstationen im Jahre 1834 die Samt- und Bandwarenfabrik Scheibler & Co, die dazu auch Anteile der Seidenweberei von der Leyen übernahm. Nebenbei erwarb sich dieser Johann Heinrich auch noch einen ausgezeichneten Ruf als Physiker und Musikwissenschaftler und wurde zum Namensgeber einer Straße in Krefeld. Ein Großteil seiner Söhne und Enkel stiegen entweder als Rohseidengroßhändler oder als Fabrikanten in seine Firma ein und führten das Unternehmen zu einem hohen Bekanntheitsgrad. Später schlossen sich immer mehr Firmen dem Unternehmen an, wie beispielsweise im Jahre 1965 die Samtfabrik Gebrüder Peltzer, woraufhin man zu Scheibler & Peltzer GmbH umfirmierte. Nachdem man schließlich 1985 noch das traditionsreiche Unternehmen Christoph Andreae aus Köln mit seinem weltweiten Vertriebsnetz übernahm und auch durch eine weitere Tochterfirma, Sametex in Kraslice, selbst international tätig wurde, ließ es sich auf Grund der Marktsituation dennoch nicht verhindern, im Jahre 1998 mit den Girmes-Werken Grefrath zu fusionieren, die allerdings selbst 2003 in Insolvenz ging.
Über die Nachkommen von Johann Heinrichs Sohn Johann Friedrich Scheibler (1807–1862) aus Krefeld und bedingt durch die beruflichen Kontakte bezüglich der Seidenimporte aus China, entwickelte sich darüber hinaus im Laufe der Generationen ein bis in die heutige Zeit erfolgreiches Teehandelsunternehmen mit Sitz in Hamburg. Das Unternehmen ist Mitglied im Deutschen Teeverband, in dem immer wieder auch Angehörige der Familie im Vorstand sitzen.
Ein Bruder des Krefelder Johann Heinrichs, Ludwig (Louis) Adolf Scheibler (1785–1850), gründete gemeinsam mit William Cockerill, Junior eine Wollspinnerei in Reims, wurde später aber auch Teilhaber am Monschauer Unternehmen. Sein Sohn Emil Scheibler (1820–1863) blieb nach seiner Ausbildung in Italien und gründete in Mailand eine eigene Seidenspinnerei. Dessen Sohn Felix (Felice) Emil Scheibler (1856–1921) führte die väterliche Seidenfabrikation dort zu hohem Ansehen und wurde für seine Verdienste am 3. Mai 1896 durch König Umberto I. mit der Erhebung in den italienischen Adelsstand geehrt. Vom Prestige der Firma zeugt noch heute die von ihm 1880 erworbene und nach ihm benannte repräsentative „Villa Scheibler“ inklusive eines alten Parkbestands, in der derzeit nach umfangreichen Restaurierungsarbeiten verschiedene Dienstleistungszentren für Arbeit, Ökonomie und ähnliches beheimatet sind.

### Scheibler in Köln
Einer der Enkel des jüngeren Johann Heinrich, Carl Johann Heinrich Scheibler (1852–1920), beteiligte sich nicht am väterlichen Betrieb und wechselte trotz einer Ausbildung zum Seidenfabrikanten zunächst als Prokurist zur „Chemischen Fabrik Vorster & Grüneberg“, die 1892 in Chemische Fabrik Kalk GmbH umfirmierte. Nach intensiver Schulung durch seinen Verwandten, den bereits erwähnten Berliner Chemiker Carl Bernhard Scheibler, wurde Johann Carl Heinrich ein ausgewiesener Fachmann für Düngemittelproduktion. Er war Mitbegründer der Rheinisch-Westfälischen Thomasphosphatfabriken und baute darüber hinaus ein weltweites Vertriebsnetz mit zahlreichen Filialen auf. Sein Sohn Hans Carl Scheibler (1887–1963), verheiratet mit Lotte Müller (* 1894), Tochter des Reeders Gustav Henry Müller (Bruder der Helene Kröller-Müller), trat 1906 in die väterliche Firma ein und führte diese nach dem Tod seines Vaters fort, der die Firma selbst bereits 1902 in die Chemische Fabrik Kalk als Tochterunternehmen integriert hatte. Dessen Sohn Christoph Scheibler (1920–2010) war im Zweiten Weltkrieg Ordonnanzoffizier bei Claus Schenk Graf von Stauffenberg und trat später, geprägt durch seine Großtante Helene Kröller-Müller, auch als Künstler für Abstrakte Malerei in Erscheinung. Christophs Sohn aus seiner zweiten Ehe, Aurel Scheibler (* 1960), wurde Kunsthistoriker und Galerist und eröffnete ab 1991 die „Galerie Aurel Scheibler“ für Zeitgenössische Kunst in Köln, die er 2006 nach Berlin verlegte und mit der er regelmäßiger Gast auf internationalen Kunstmessen ist. In dritter Ehe heiratete Christoph Scheibler noch Elisabeth, geb. Kerschbaumer (1927–2020), die Witwe des Malers und Graphikers Ernst Wilhelm Nay.
Carl Johann Heinrich erwarb für seinen Familienzweig im Jahr 1909 den linken Teil des Roten Hauses in Monschau von seinen dortigen Vettern Bernhard Heinrich (1846–1918) und Alexander (1850–1929), die den rechten Teil des Hauses besaßen, welches nach dem Tod des Sohnes Hans Carl im Jahr 1963 schließlich in seiner Gesamtheit in die oben benannte Stiftung floss. Beide, Carl Johann Heinrich Scheibler und sein Sohn Hans Carl, machten sich zusammen mit dem letzten Familienmitglied der Monschauer Tuchfabrikantenlinie, den bereits erwähnten Walter Scheibler sowie der angeheirateten Elisabeth Nay-Scheibler um die Geschichte und Genealogie der Familie verdient, bauten das Familienarchiv auf und publizierten dazu mehrere Schriften.

## Bedeutende Persönlichkeiten (Auswahl)
- Bernhard von Scheibler (1785–1837), Tuchfabrikant, preußischer Landrat des Kreises Eupen, Kgl. belgischer Kommissar für Neutral-Moresnet, Mitbegründer der Eupener Zeitung
- Bernhard Georg von Scheibler (1724–1786), Tuchfabrikant in Monschau, Hagen und Herdecke
- Bernhard Paul Friedrich Hugo von Scheibler (1825–1888), Friedensrichter und preußischer Landrat für den Kreis Monschau
- Carl Wilhelm Bernhard Scheibler (1827–1899), Geheimer Regierungsrat, Chemiker, Begründer des Instituts für Zuckerindustrie in Berlin
- Carl Johann Heinrich Scheibler (1852–1920), Chemieindustrieller, Mitbegründer der chemischen Düngemittelindustrie Köln-Kalk, Vorstandsmitglied und Vorsitzender des Vereines der Deutschen Düngerfabrikanten, niederländischer Generalkonsul, Kommerzienrat
- Christoph Scheibler (1589–1653), Philosoph und evangelischer Theologe, klassischer Philologe und Physiker. Rektor der Universität Gießen, Superintendent in Dortmund
- Friedrich von Scheibler (1777–1824), Tuchfabrikant in Iserlohn, Staatsrat und Maire von Iserlohn, Gründer und Präsident der „Märkischen Bibelgesellschaft“, Mitbegründer der „Gesellschaft Harmonie“, die der Freimaurerei nahestand
- Hans Carl Scheibler (1887–1963), Abteilungsdirektor der Chemischen Fabrik Köln-Kalk; Generalkonsul der Niederlande, Stifter des Roten Hauses in Monschau;
- Helmuth Scheibler (1882–1966), Chemiker und Hochschullehrer an der TU Berlin
- Ingeborg Scheibler (* 1929), Klassische Archäologin
- Johann Heinrich Scheibler (1777–1837), Seidenfabrikant in Krefeld, Physiker und Musikwissenschaftler. Begründer der Krefelder Linie der Familie
- Johann Heinrich Scheibler (1705–1765), Tuchfabrikant in Monschau, Begründer der über sechs Generationen und bis 1957 etablierten und anerkannten Tuchfabrikantenfamilie; Erbauer des „Roten Hauses“ Monschau
- Johannes Scheibler (1628–1689), evangelischer Geistlicher und Generalsuperintendent
- Karl Wilhelm Scheibler (1820–1881), Tuchfabrikant in Łódź
- Karl Wilhelm von Scheibler (1772–1843), preußischer Offizier, ab 1799 in österreichischen Diensten, Feldmarschallleutnant, Festungskommandant in Josefstadt
- Leopold Scheibler (1799–1881), Nachkomme des Pfarrers Balthasar Christian Scheibler; Teilhaber der Aachener Spedition Scheibler & Charlier in Aachen, zu der auch ein privates Bankhaus gehörte; Präsident der Vereinigungsgesellschaft für Steinkohlenbau im Wurmrevier, 1851–63 und 1871–81 Präsident der IHK Aachen
- Ludwig Scheibler (1848–1921), Kunsthistoriker und Direktor des Wallraf-Richartz-Museum in Köln
- Maximilian Friedrich Scheibler (1759–1840), evangelisch-lutherischer Geistlicher in Monschau
- Rudolf von Scheibler (1857–1934), Jurist und Landrat des Kreises Heinsberg
- Sophie Wilhelmine Scheibler, geb. Koblanc (ca. 1745–ca. 1820), Ehefrau von Bernhard Wilhelm Scheibler (* ca. 1743), einem Sohn von Wilhelm Wimar Scheibler, war eine bekannte deutsche Kochbuchautorin
- Walter Scheibler (1880–1965), kommissarischer Landrat und Bürgermeister von Monschau sowie Lokalhistoriker